# Test de Foucault

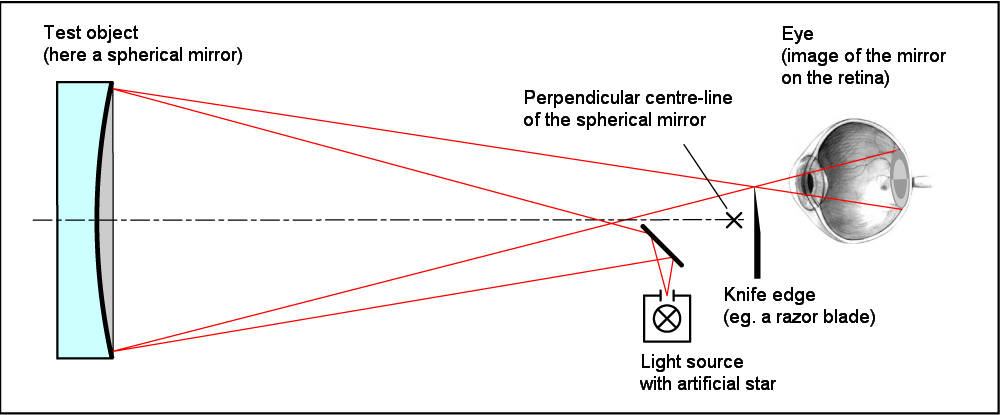
Schéma de l'expérience.

Le test de Foucault, parfois appelé foucaultage, est un test optique permettant de vérifier la sphéricité d'un miroir concave. Ce test, dû à Léon Foucault en 1858, est d'une grande précision et facile à mettre en œuvre.  Il est utilisé par les astronomes amateurs qui se lancent dans la construction de leur télescope.  

## Historique
Le test de Foucault fait partie des 3 tests mis en place par Léon Foucault pour vérifier la qualité du polissage des miroirs en 1859, les deux autres reposant sur la vérification de la résolution de mires de petite dimension.

## Test

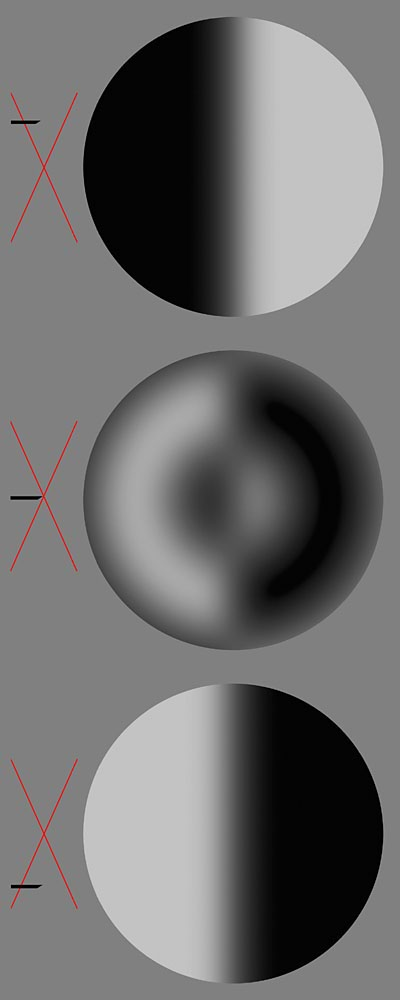
Observations

Le test de Foucault consiste à placer une source lumineuse au centre de courbure du miroir testé. Si le miroir est parfaitement sphérique, la lumière est totalement reflétée après avoir été réfléchie par le miroir et refocalise sur la source. On place ensuite un obstacle – le « couteau de Foucault » – placé dans le plan du centre du rayon de courbure transversalement vers le foyer. 
Si, en théorie, la lumière qui revient du miroir est coupée au passage de l'axe optique, dans la pratique, et à cause de la diffraction, la lumière va disparaître progressivement à mesure que le couteau se rapproche de l'axe optique. Néanmoins la lumière réfléchie par le miroir reste homogène et l'observateur qui regarde derrière le couteau verra un assombrissement progressif de celui-ci. Lorsque le couteau aura suffisamment progressé, la lumière sera coupée simultanément en tout point de l'image du miroir, car puisque le miroir étant sphérique, toute la lumière revient en un point. Lorsque le couteau atteint l'axe optique, le miroir apparaît à moitié éteint.

## Sources
- Léon Foucault, « Recueil des travaux scientifiques de Léon Foucault,... » ; publié par Madame veuve Foucault sa mère, page 232 : Mémoire sur la construction des télescopes en verre argenté.